# 계림사
계림사(鷄林寺)는 경상북도 김천시에 있는 대한불교조계종 소속 사찰이다. 
김천시 개령면 감문산에 있다. 조계종 제8교구 본사인 직지사의 말사로 편성되어 있다.
직지사 창건자이기도 한 아도화상이 신라 눌지왕 때인 419년에 창건했다고 전해지며, 이는 신라가 불교를 공인하기 근 100년 전의 일이다. 아도는 고구려 승려 묵호자와 동일 인물로 추정되기도 한다. 그러나 조선 후기에 중창될 때까지는 사찰의 자세한 연혁이 전하지 않는다.
전설에 따르면 계림사가 위치한 감문산의 산세로 인해 흉악한 일이 자주 일어나자, 이를 막기 위해 풍수지리적인 관점에서 닭 천 마리를 길렀다. 이후 절 이름을 닭이 들어가는 계림사로 고치고 닭 기르기를 대신했다는 것이다.
감문산은 명당이지만 묘를 쓰지 않아 묘지가 없고, 이는 계림사 아랫마을에 있는 가뭄에도 마르지 않는 쌍샘의 물맛이 변하기 때문이라는 이야기가 있는 등 부근에 풍수지리와 관련된 여러 전설이 전한다.
맞배지붕 형식의 대웅전, 팔작지붕 건물인 요사채 3동, 칠성각 등이 남아 있다. 대웅전 건물은 1990년에 중건된 것이다.

## 소장 문화재
- 김천 계림사 석조나한좌상 (경상북도 문화재자료 제621호)

## 같이 보기
- 감문산

## 참고자료
- “신라 불교의 초전지”. 전통사찰관광종합정보. 2008년 6월 9일에 확인함.